# Casa Pare Manyanet
La Casa Pare Manyanet és una obra de Tremp (Pallars Jussà) protegida com a Bé Cultural d'Interès Local.

## Descripció
Edifici entre mitgeres de cinc altures, planta baixa i quatre pisos. L'amplada de l'edifici és de reduïdes dimensions, la qual cosa accentua la verticalitat del mateix. Presenta una finestra balconera a cada planta. Les baranes metàl·liques es troben decorades, ocasionalment, amb barrots helicoidals.
Les façanes, sobretot la posterior, situada a la Placeta de l'Església, han estat reformades i han perdut la seva fesomia originària.

## Història
La importància de l'edifici recau en què fou la casa natal de Josep Manyanet i Vives, dit pare Manyanet (1833 - 1901), prevere trempolí fundador de dues ordres religioses.